# Geneva Playing Field
Geneva Playing Field – to wielofunkcyjny stadion w Grand Bay na Dominice. Obecnie używany głównie dla meczów piłki nożnej. Swoje mecze rozgrywa na nim drużyna piłkarska Sagicor South East United. Stadion może pomieścić 1 000 widzów.